# Lírids

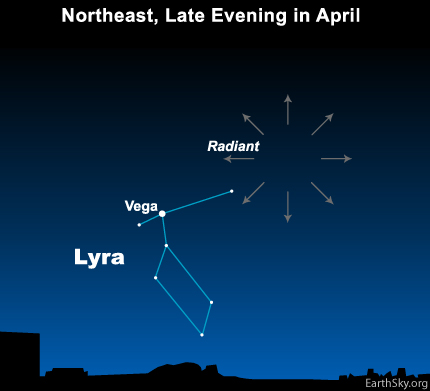
Punt radiant dels Lírids

Els Lírids són un eixam de meteors el punt radial dels quals és la constel·lació de la Lira. És possible veure la pluja d'estels dels Lírids entre el 16 i el 26 d'abril de cada any. El pic de més intensitat se sol trobar el 22 d'abril.
La font de la pluja són les partícules de pols que el cometa C/1861 G1 Tatcher genera en el seu llarg període. Hi ha constàncies d'observació dels Lírids des del 687 aC, la pluja d'estels de la que es té una constància més antiga.
La pluja d'estels té un pic de màxima intensitat entre el 22 d'abril i la matinada del 23, quan és possible observar entre 5 i 20 estels per hora, amb una mitjana de 10. Com a conseqüència de la contaminació lumínica, s'observen millor des de les zones rurals que des de les grans ciutats.
Ocasionalment, la pluja s'intensifica quan els planetes dirigeixen el rastre de pols cap a la Terra, cosa que passa aproximadament un cop cada 60 anys, quan es poden observar intensitats de fins a 700 meteors per hora, com l'any 1803 a Richmond, Virgínia (EUA).
A continuació, una llista dels Lírids durant els últims anys:
| Any  | Lírids actius entre | Pic de màxima intensitat     | THZmax |
| ---- | ------------------- | ---------------------------- | ------ |
| 2007 | 16-25 d'abril       | 23 d'abril                   | 21     |
| 2008 |                     | Lluna plena el 20 d'abril    |        |
| 2009 | 16-25 d'abril       | 22 d'abril                   | 15     |
| 2010 | 16-25 d'abril       | 22 d'abril                   | 20     |
| 2011 |                     | 22 d'abril                   | 20     |
| 2012 | 16-25 d'abril       | 22 d'abril i 26 d'abril      | 25/37  |
| 2013 | 16-25 d'abril       | 22 d'abril                   | 22     |
| 2014 | 16-25 d'abril       | 22 d'abril                   | 20     |
| 2015 | 16-25 d'abril       | 22 d'abril                   |        |
| 2016 | 16-25 d'abril       | 22 d'abril                   |        |
| 2017 | 16-25 d'abril       | 22-23 d'abril                |        |
| 2018 | 16-25 d'abril       | 22 d'abril i matinada del 23 |        |